# 李曄 (明朝)
李曄（?—?），一名李昱，字宗表，號草閣。錢塘（今浙江杭州）人，明朝政治人物。
生卒年不詳。原籍河南洛阳，寄籍钱塘，结草閣於杭州北關。少時從鄭僖學習，鄭僖還將女兒嫁給他。又从李孝光学习诗法。元朝時，官常山教谕。元末兵亂，遷居金華，往來永康、東陽一帶，長年寄居陳世恭家中，以授徒为業。與胡伯宏兄弟贈答尤多。洪武年間官國子監助教，以病乞歸。晚年居永康，詠觴酬倡以相樂。學者稱草閣先生。詩作才力雄健，语出天然。江端《明三十家诗选》評：“草阁诗源于杜陵七古力劲神完，纵横如意，有骏马下坂之势。”著有《草閣集》六卷、拾遗一卷、附筠谷詩一卷。有子李轅。